# Dowlatow (Film)
Dowlatow (russisch Довлатов) ist eine Filmbiografie von Alexei German aus dem Jahr 2018. Behandelt wird das Leben von Sergei Dowlatow.

## Handlung
Der Film porträtiert ein paar Tage des Lebens des russischen Schriftstellers Sergei Dowlatow im Jahr 1971 in Leningrad und greift die Emigration seines Freundes und späteren Literaturnobelpreisträgers Joseph Brodsky auf. Sergei ist weiterhin an das Leben mit seiner Frau Jelena und Tochter Katja in Russland gebunden. Seine Manuskripte werden regelmäßig von offiziellen russischen Medien verrissen, die ihn als Persona non grata sehen. Dawid, ebenfalls ein Freund von Sergei, verkauft ausländische Waren auf dem Schwarzmarkt. Sergei selbst versucht dort vergeblich, für seine Tochter eine Puppe zu finden.

## Kritiken
Der Film erhielt auf Rotten Tomatoes eine Wertung von 83 %, basierend auf sechs Rezensionen mit einer durchschnittlichen Wertung von 6 von 10 möglichen Punkten. Metacritic vergab eine Wertung von 66 von 100 möglichen Punkten, basierend auf fünf Rezensionen.

## Auszeichnungen
Bei der Berlinale 2018 gewann das Werk den Silberner Bären für Herausragende künstlerische Leistungen im Bereich Kostüme und Szenenbild sowie den Leserpreis der Berliner Morgenpost.